# Киммерик
Киммерик (также — Киммерида, Химерион, греч. Κιμμερικόν, лат. Cimmericum) — древний греческий город в Крыму, на южном побережье Керченского полуострова, на западном склоне горы Опук, примерно в 50 километрах к юго-западу от современной Керчи. 
Не следует путать с одноимённым греческим поселением (также называемым Киммерием, Киммерийским селением, Керберием), расположенным в устье Азовского моря на северо-западном берегу Таманского полуострова.

## История
Город был основан милетскими колонистами в V веке до нашей эры и процветал в начале христианской эры. Его название может относиться к ранним киммерийским поселениям. Киммерик защищал Боспорское царство от скифов. Его стены достигали от 2,5 до 3,5 метра в толщину. В середине III века н. э. Киммерик был разграблен готами, но частью городское поселение сохранилось до конца эпохи Римской империи.
Исследования проводили: в 1820-е годы П. Дюбрюкс, Ю. Ю. Марти (1927), И. Б. Зеест (1947—1950), И. Т. Кругликова (1950, 1951), В. К. Голенко (1989-94).
В 1947—1949-х и 1950—1951 годах тут работала экспедиция Института истории материальной культуры под руководством доктора искусствоведения Ираиды Борисовны Зеест.
С октября 2015 года археологический комплекс «Киммерик» является объектом культурного наследия федерального значения.